# فورکان آسنا آیدین
فورکان آسنا آیدین (زاده ۱۲ فوریه ۱۹۹۲) یک تکواندوکار زن ترکیه ای است که در کلاس میان‌وزن رقابت می‌کند.
فورکان آسنا آیدین در مسابقات قهرمانی تکواندو جهانی ۲۰۰۹ که در کپنهاگ، دانمارک برگزار شد، موفق به کسب یک مدال برنز گردید. در یونیورسیاد تابستانی ۲۰۱۱ در شهر شنژن کشور چین، او در وزن زیر ۶۷ کیلوگرم، مدال نقره را بدست آورد.